# Пропорції тіла людини

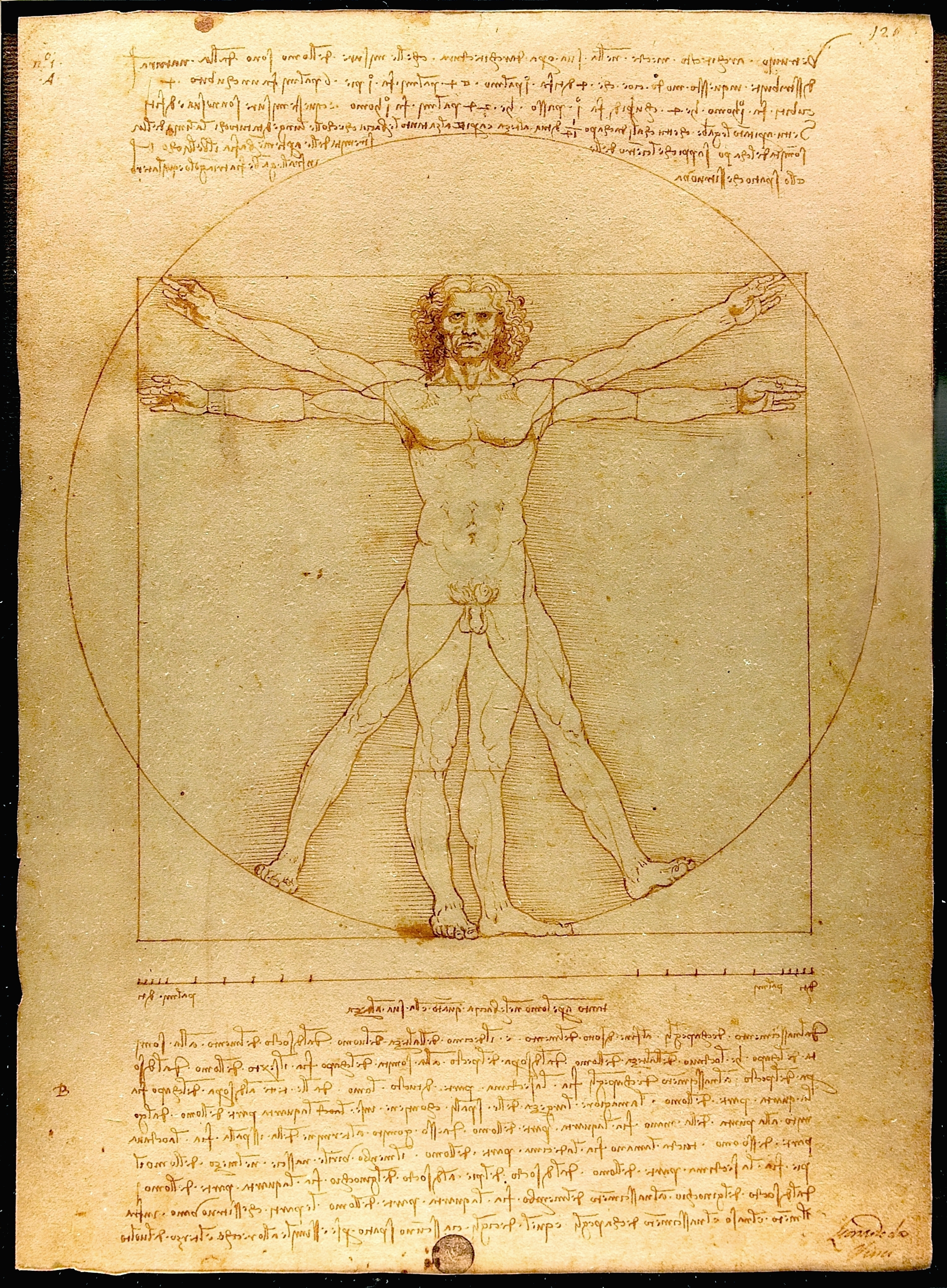
Креслення Леонардо да Вінчі

Пропо́рції ті́ла люди́ни — співвідношення між різними частинами тіла людини, що вважалися досконалими в мистецтві в різні часи.
1. Канони. В основі кожного канону є модуль — розмір певної частини тіла або лиця людини. В різні часи за модуль приймали висоту голови, довжину хребта чи його частини, довжину стопи або кисті. Стародавні єгиптяни стверджували, що ідеальний зріст людини складає збільшену в 64 рази довжину фаланги середнього пальця.
2. Стародавньогрецький канон. Модуль — висота голови. Довжина тіла — 8 модулів. Однаковими повинні бути висота голови, відстань від підборіддя до лінії сосків, від сосків до пупка, від пупка до лобка, від лонного зчленування до середини стегон. Висота голови вкладається у відстань між сосками молочних залоз, а ширина грудної клітки становить 1.5 модуля.
3. Канон епохи Відродження (вирахуваний Леонардо да Вінчі). Довжина розведених в сторони рук приблизно рівна зросту. В положенні хреста фігура людини вписується у квадрат. Людина з піднятими вверх та розведеними в сторони руками вписується в коло. Пупок відмічався як центральна точка людського тіла.